# Joakim (prénom)
Joakim (ou Joacim) est un prénom masculin scandinave pouvant désigner :

## Prénom
- Joakim Alexandersson (en) (né en 1976), joueur suédois de football
- Joakim Andersson (né en 1989), joueur suédois de hockey sur glace
- Joakim Austnes (en) (né en 1983), joueur norvégien de football
- Joakim Bäckström (en) (né en 1978), golfeur professionnel suédois
- Joakim Berg (en) (né en 1970), chanteur et compositeur suédois
- Joakim Bergman (1925-2019), pseudonyme de l'auteur suédois Bengt Söderbergh
- Joakim Blom (né en 1976), joueur suédois de basket-ball
- Joakim Bonnier (1930-1972), pilote de course automobile suédois
- Joakim Bouaziz (né en 1976), musicien français de musique électronique
- Carl Joakim Brandt (1817-1889), pasteur et écrivain danois
- Joakim Brodén (né en 1980), chanteur tchéco-suédois
- Joacim Cans (né en 1970), chanteur suédois de heavy metal
- Joacim Eriksson (en) (né en 1990), gardien suédois de hockey sur glace
- Joakim Eriksson (en) (né en 1976), joueur suédois de hockey sur glace
- Joacim Esbjörs (en) (né en 1970), joueur suédois de hockey sur glace
- Joakim Garff (en) (né en 1960), théologien danois
- Joakim Haeggman (en) (né en 1969), golfeur professionnel suédois
- Joakim Halvarsson (en) (né en 1972), skieur alpin suédois
- Joakim Hedqvist (en) (né en 1977), compétiteur suédois de bandy
- Joakim Hillding (en) (né en 1988), joueur suédois de hockey sur glace
- Joakim Holmquist (en) (né en 1969), nageur olympique suédois
- Joakim Ingelsson (en) (né en 1963), compétiteur suédois en course d'orientation
- Joakim Karlsson
- Joakim Karlsson (né en 1988), guitariste pour le groupe de Metal Bad Omens suédois
- Joakim Latzko (né en 1979), acteur français
- Joakim Lehmkuhl (1895-1984), industriel et homme politique norvégien
- Joakim Lindengren (né en 1962), auteur suédois de bandes dessinées
- Joakim Lindström (né en 1983), joueur suédois de hockey sur glace
- Joakim Lystad (en) (né en 1953), administrateur norvégien
- Joakim Mæhle (né en 1997), joueur danois de football
- Joakim Nätterqvist (né en 1974), acteur suédois
- Joakim Nilsson
- Joakim Noah (né en 1985), joueur franco-suédo-américain de basket-ball
- Joakim Nordström (né en 1992), joueur suédois de hockey sur glace
- Joakim Nyström (né en 1963), joueur suédois de tennis
- Joakim Persson
- Jaokim Petersson (né en 1983), musicien suédois du groupe Vains of Jenna
- Joakim Pirinen (né en 1961), auteur suédois de bandes dessinées
- Joakim Puhk (en) (1888-1942), homme d'affaires estonien
- Joakim Rakovac (1914-1945), partisan anti-fasciste croate
- Joakim Ryan (né en 1993), joueur suédo-américain de hockey sur glace
- Joakim Sandgren (né en 1965), compositeur suédois
- Joakim Frederik Schouw (1789-1852), botaniste danois
- Joakim Sjöhage (en) (né en 1986), joueur suédois de football
- Joakim Soria (né en 1984), lanceur de baseball mexicain
- Joakim Stulić (en) (1730-1817), lexicographe de la république de Raguse (Croatie)
- Joakim Sundström (en), musicien et ingénieur sonore suédois
- Joakim Thåström (né en 1957), chanteur suédois de punk rock
- Joacim Tuuri (en) (né en 1989), joueur finlandais de football
- Joakim Vujić (1772-1847), écrivain et traducteur serbe
- Joakim Zander (né en 1975), romancier et avocat suédois
- Joakim Pineau (né le 1/5/2018)